# Gyula Bóbis
Gyula Bóbis (Kecskemét, 7 ottobre 1909 – Budapest, 24 gennaio 1972) è stato un lottatore ungherese, specializzato sia nella lotta libera che nella lotta greco-romana.

## Palmarès

### Olimpiadi
- Oro a Londra 1948 nella lotta libera, pesi massimi.

### Mondiali
- Argento a Stoccolma 1950 nella lotta greco-romana, pesi massimi.

### Europei
- Bronzo a Monaco di Baviera 1937 nella lotta libera, pesi massimi.
- Bronzo a Oslo 1939 nella lotta greco-romana, pesi massimi.